# Kättilsmåla
Kättilsmåla är en tätort i Karlskrona kommun i Blekinge län. Kättilsmåla bordtennisklubb har numera ett damlag i elitserien.

## Befolkningsutveckling
| Befolkningsutvecklingen i Kättilsmåla 1960–2020                                 | Befolkningsutvecklingen i Kättilsmåla 1960–2020 | Befolkningsutvecklingen i Kättilsmåla 1960–2020 | Befolkningsutvecklingen i Kättilsmåla 1960–2020 | Befolkningsutvecklingen i Kättilsmåla 1960–2020 |
| ------------------------------------------------------------------------------- | ----------------------------------------------- | ----------------------------------------------- | ----------------------------------------------- | ----------------------------------------------- |
|                                                                                 |                                                 |                                                 |                                                 |                                                 |
| År                                                                              |                                                 |                                                 | Folkmängd                                       | Areal (ha)                                      |
| 1960                                                                            | 1960                                            |                                                 | 160                                             | ¤                                               |
| 1990                                                                            | 1990                                            |                                                 | 198                                             | 24#                                             |
| 1995                                                                            | 1995                                            |                                                 | 265                                             | 35                                              |
| 2000                                                                            | 2000                                            |                                                 | 214                                             | 36                                              |
| 2005                                                                            | 2005                                            |                                                 | 238                                             | 37                                              |
| 2010                                                                            | 2010                                            |                                                 | 253                                             | 36                                              |
| 2015                                                                            | 2015                                            |                                                 | 266                                             | 62                                              |
| 2020                                                                            | 2020                                            |                                                 | 245                                             | 59                                              |
| Anm.: Ny tätort 1995 ¤ Som tätortsbebyggelse med 150-199 invånare # Som småort. |                                                 |                                                 |                                                 |                                                 |